# La Argentina (danseuse)
Pour les articles homonymes, voir La Argentina.
Antonia Mercé y Luque, née à Buenos Aires le 4 septembre 1890 et morte à Bayonne le 18 juillet 1936, plus connue sous son nom de scène La Argentina, est une danseuse et chorégraphe espagnole. Elle est considérée comme une novatrice de la danse espagnole du XXe siècle.
Elle est féministe et progressiste. 
Elle hérite de Serge de Diaghilev la direction des Ballets espagnols à Paris [réf. souhaitée]. Au long de sa carrière, elle va collaborer avec des artistes de l'avant-garde espagnole : Manuel de Falla, Enrique Granados, Isaac Albéniz, José Padilla Sánchez ou Federico García Lorca.

## Biographie
Née de parents danseurs originaires d'Espagne, elle entre au Théâtre royal de Madrid à neuf ans. En 1910, elle est remarquée au Moulin-Rouge de Paris dans une « espagnolade », qui lui ouvre les portes de l'Opéra de Paris.
Le 4 septembre 1890, Antonia Mercé naît à Buenos Aires.

### Formation
En 1899, elle entre au conservatoire de Madrid. Elle suivra, de sa 9e à sa 14e année, les classes de solfège, de musique générale, chant et danse. Elle aurait volontairement chanté faux pour rater ses examens : elle veut être danseuse. À 11 ans, elle réussit les concours de danse ; elle est engagée comme première danseuse au Théâtre Royal. 
Elle donne en même temps des cours de danse. Ses succès et l'intérêt que suscite « Antonita la delgada » (la mince) vont convaincre sa mère de la laisser faire ce métier.

En 1903, son père meurt, après une longue paralysie. Elle a 13 ans, elle doit travailler. 

« J’avais décidé de me consacrer entièrement à la danse espagnole sous tous ses aspects. Mes parents ne connaissaient que la danse classique espagnole, la tradition de "l’escuela bolera" dont ils étaient dépositaires ; ils ignoraient le flamenco et le folklore. Je lus tout ce que je pouvais me procurer là-dessus ; je fouillai les librairies d’occasion, découvrant parfois des gravures ou d’autres choses intéressantes. Pour mieux connaître le flamenco, j’acceptai un contrat de courte durée dans un fameux cabaret de Séville où se produisaient de grands noms : la Macarrona, la Malena, etc. on me proposa une audition pour entrer dans la troupe en formation du Théâtre des Variétés. J’acceptai, bien que n’ayant ni partitions ni répertoire... J’ai travaillé un an dans ce théâtre, pour gagner 5 pesetas par jour ! Ensuite j’ai eu un contrat pour Barcelone où l’on m’a fait une guerre insupportable. On se moquait de moi, on me critiquait mais, paradoxe, on m’imitait. Pendant un an mes collègues m’en ont fait voir de toutes les couleurs car je commettais le péché d’avoir du succès. On trouvait ma danse distinguée, raffinée. Toutefois, ce succès ne me satisfaisait pas. Je voulais faire sortir la danse espagnole de ces spectacles de variétés où elle était défigurée pour plaire au public d’hommes qui venait là. On ne visait en effet qu’au succès commercial. Mon instinct naturel me faisait pressentir ce qui était pur et ce qui était dénaturé. »

### Vie professionnelle
À 14 ans, Antonia Mercé quitte le Théâtre Royal. Elle se sert de la technique académique pour présenter une danse folklorique stylisée, mais authentique.
Ce seront des années de travail et de lutte. À la fin du XIXe siècle, les Italiens règnent à l’opéra de Madrid. Le public espagnol montre beaucoup d'engouement pour  les zarzuelas.  La famille royale encourage cette forme d'expression grâce à des prix. Elle gravit les premiers échelons du succès.
En 1906, elle fait sa première tournée au Portugal, et ses débuts au Jardin de Paris. Paris l'a toujours attirée.
En 1910, elle paraît au Moulin rouge, dans une opérette de MM. Halévy, Joullot et Mareil, musique de Joaquin Valverde, L’Amour en Espagne,. De 1910 à 1914, elle se produit au Jardin de Paris, au Concert Mayol, au Moulin Rouge, à l'Olympia, aux Ambassadeurs... Sa renommée se répand en Europe. Sa Corrida, créée dans L’Amour en Espagne, deviendra le final de ses récitals jusqu'à la fin de sa vie.
En 1912, le sculpteur Sebastián Miranda offre un banquet en son honneur à Madrid. Le peintre Angel Nieto lui offre son portrait au pastel, signé par les intellectuels en vogue.

### Pendant la guerre
En 1914, le journaliste Néstor Lujàn la décrit ainsi : « C'est la danseuse la plus douce et attendrissante qu’ait connue la danse espagnole. ». Anatole France écrit à la même époque : « La Argentina est unique », puis, dans un article suivant : « ses attitudes ont tant de rythme et de grâce que ce sont de la musique pour les yeux ». Elle danse en France, en Angleterre, en Allemagne. A la déclaration de guerre, elle est en Russie, où elle est très appréciée.
En 1915, elle reçoit la médaille des Beaux-Arts de Madrid. L’Athénée, cercle madrilène d'intellectuels, la reçoit et lui rend hommage. Des poèmes sont lus en son honneur. Ceux qui l'ont vue ont senti une personnalité puissante, dans cette jeune fille, si différente de ses compagnes. Ce jour-là, elle prit une conscience totale et définitive de sa mission.[réf. nécessaire]
1916 — Granados l'emmène à New York créer la Danse des Yeux verts (couleur de ses yeux) sur la musique qu'il a composée pour elle et qui sera sa dernière œuvre. À New-York, à une exposition du Prince Troubetzkoï, le Musée Hispanique de New-York acquiert une statuette représentant Argentina. Ce même sculpteur fera d'elle, plus tard, une autre statuette, dans sa danse Cordoba.
En 1917, les ouvriers de Mexico lui offrent une médaille d'or gravée : « Les Ouvriers de Mexico, à la gentille Argentina ».

### Après la guerre

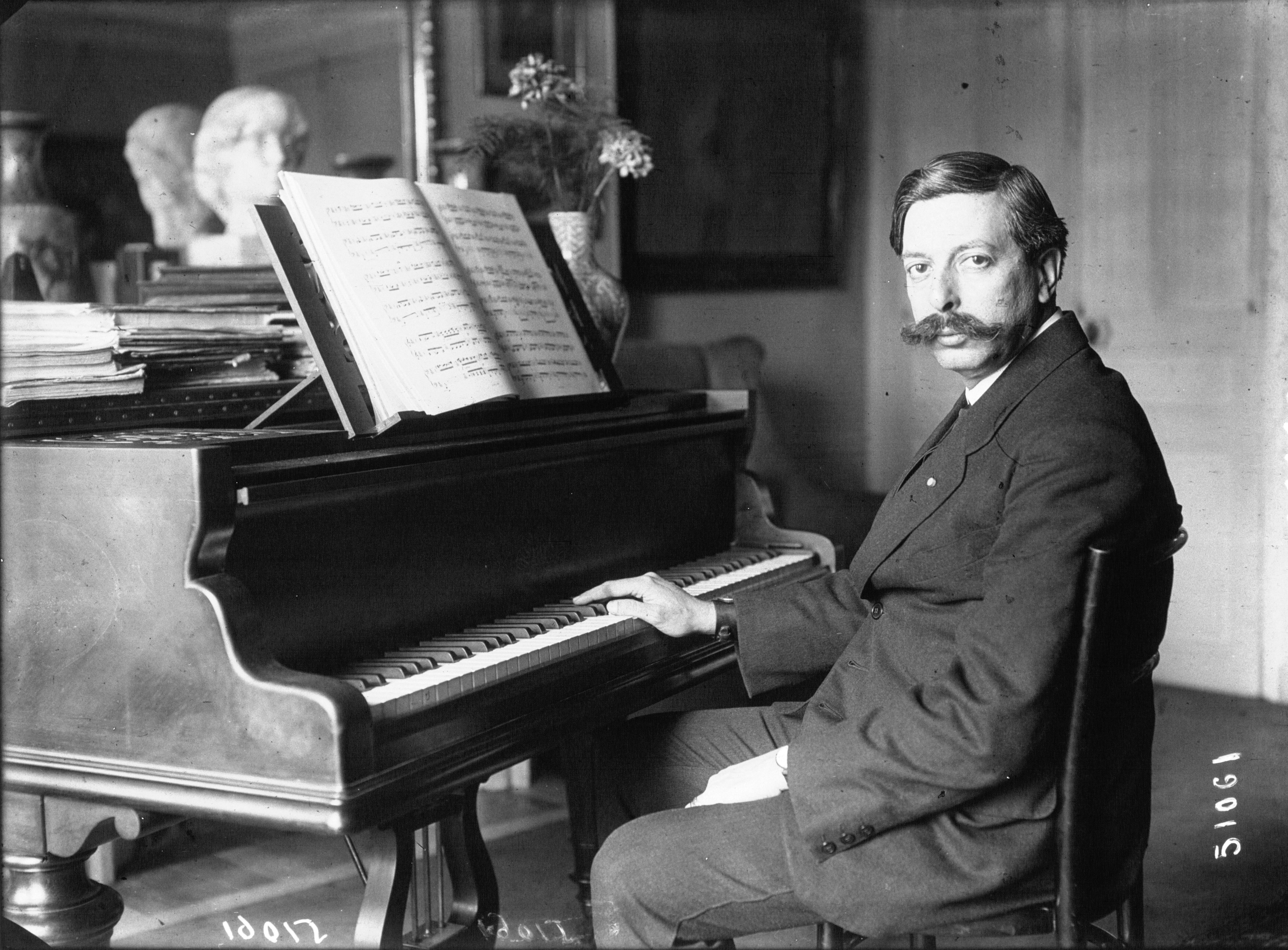
Enrique Granados en 1914.

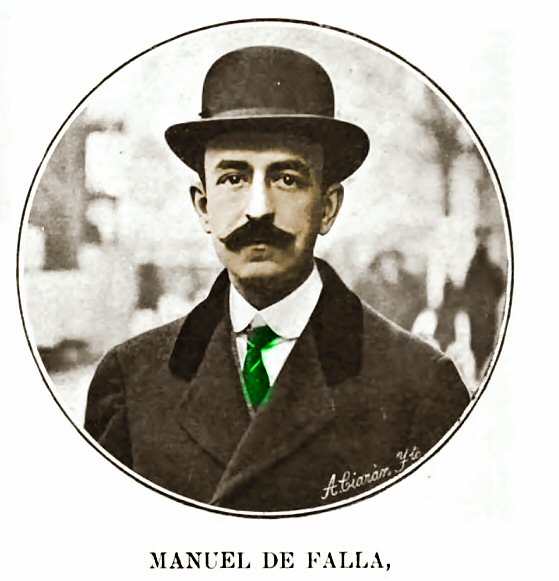
Manuel de Falla, ca. 1913

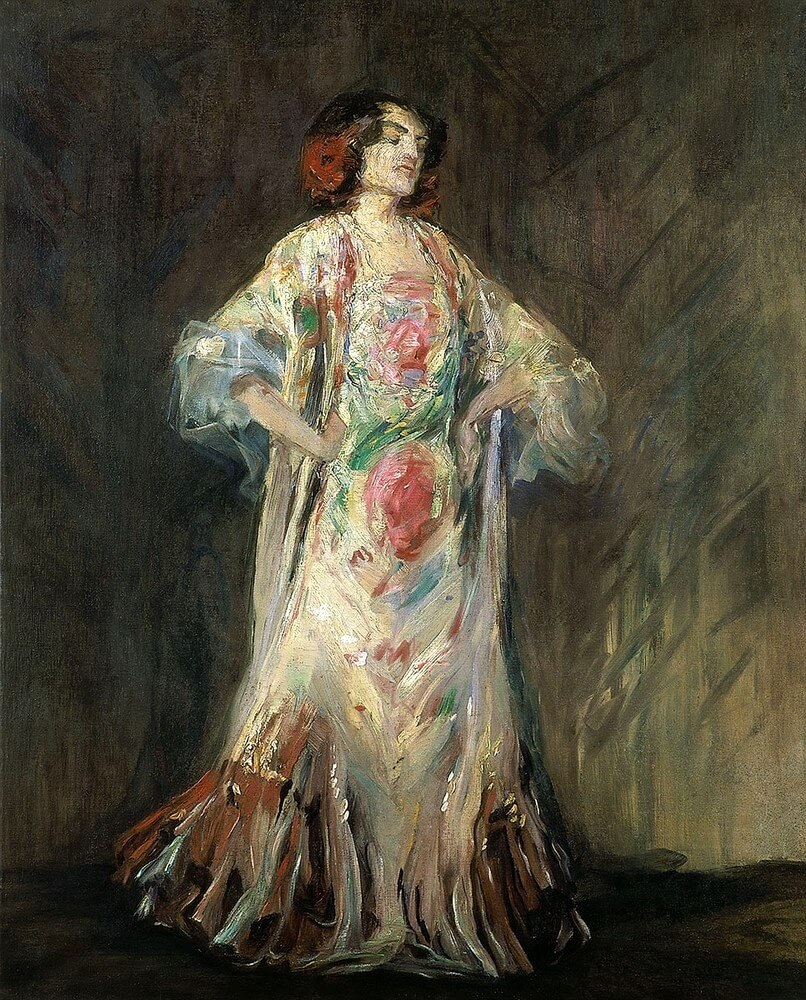
Son portrait par le peintre Max Slevogt.

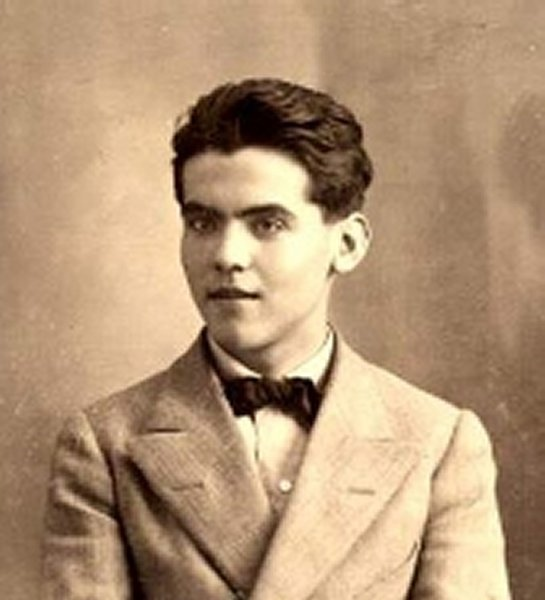
Federico García Lorca en 1914.

En 1919, elle revient danser en Espagne et en France, à la Réserve de Ciboure, près de Saint-Jean-de-Luz. Ciboure sera une étape importante de sa carrière : les Parisiens, réfugiés sur la côte basque, la virent là pour la première fois. 
Pierre Laffitte et Robert Ochs, alors directeur de la revue Femina, de retour à Paris, annoncèrent sa réapparition sur les scènes françaises. Elle s'installe à Paris, 36 de la rue Singer, dans le 16e arrondissement.
En 1921, à Marid, « Montecristo », un célèbre journaliste, donne une soirée en son honneur et invite les aristocrates espagnols et le corps diplomatique.
Elle collabore, en 1922,  avec le poète Garcia Lorca, le peintre Sert, le musicien Femandez-Arbos. En 1923, l'historien et critique de danse André Levinson la choisit pour illustrer ses conférences à Paris. En 1924, le public parisien la découvre à l'Olympia, en seconde partie, entre Antonin Berval qui fait ses débuts sur une scène parisienne et Gina Palerme, artiste de music-hall alors consacrée. Elle reviendra en vedette à l'Olympia en 1926.
En 1925, elle rencontre Arnold Meckel, manager russe, qui sera son impresario pour toute sa carrière ; il la suit dans son travail avec compétence et dévouement . 
Elle monte, au Trianon Lyrique, à Paris, grâce à Mme Bériza, L'Amour sorcier de Manuel de Falla. En face d'une critique hostile, Argentina triomphe. Le Tout-Paris se réunit pour elle dans les salons de la revue Fémina. Elle quitte le 16e pour le 17e arrondissement : 15, rue Saint-Senoch. 
Elle fait ses premières représentations, en tournée européenne, avec le compositeur Joaquin Nin, qui lui a dédié sa Danse ibérienne et la cantatrice Alicita Felici.
En 1926, l'Olympia présente : Un siècle de danse espagnole. 
Le 21 janvier, Salle Gaveau à Paris, elle donne son premier récital, toujours partagé avec Joaquin Nin et Alicita Felici, et avec le même programme. Elle danse à la Comédie-Française pour la soirée d'adieu de Georges Berr, sociétaire. Le 20 mars, dans la Salle Gaveau, Argentina participe à un hommage à Manuel de Falla, organisé par l'Université des Annales. 
À partir de la fin de cette année 1926 et toute l'année suivante, elle se produira seule, accompagnée d'un pianiste, parfois d'un guitariste, dans toute l'Europe. 
Elle fait de nombreux voyages dans les provinces espagnoles pour retourner aux sources de son art. Le roi Alphonse XIII d'Espagne lui offre, en gage d'admiration, un poudrier d'or gravé de sa signature. Le peintre allemand Max Slevogt fait son portrait dans le Tango Andalou.
En 1928, elle réunit une troupe et crée Les Ballets Espagnols. Elle poursuit ses tournées de récitals dans le monde entier : New-York, Chicago, Brooklyn, Boston, Worcester, Providence, New Haven, Montréal, Mexico, Cuba, Buenos-Aires, Los Angeles, San Francisco, Honolulu, Manille, Tokyo, Shangaï, Saïgon, Calcutta, Bombay, Le Caire, Tunis...
En 1929, elle fait une tournée aux États-Unis. Elle y reviendra six années de suite. Elle  dansee devant Helen Keller, sourde, muette et aveugle. Elle lui écrivit cette dédicace : « À la Argentina, dont les pieds et les mains font la musique, et dont l'âme est un reliquaire immortel de beauté. »
L'Institut des Espagnes, à New-York, lui rend hommage : interviennent le poète Garcia Lorca, le philosophe Federico de Onis, le peintre Garil Maroto, le critique d'art Angel del Rio. Une brochure est éditée. 
Elle continue de créer, offre son concours bénévole à de nombreux galas de bienfaisance, donne des récitals dans le monde entier. Elle se fixe à Neuilly-sur-Seine, 12 boulevard des Sablons, gardant le rez-de-chaussée de la rue Saint-Senoch comme studio de travail.
En 1931, rentrée de ses tournées habituelles en Europe et en Amérique, Argentina donne un premier récital à l'Opéra de Paris. Il l'accueillera jusqu'à ses derniers concerts. En 1933, elle illustre, à Paris, à l'Université des Annales, les conférences de Guy de Pourtalès. Le 3 janvier 1934, au Palais Royal, elle danse pour le corps diplomatique de la Présidence de la République. En avril, elle monte L'Amour Sorcier à Madrid. La presse espagnole salue son succès. Pour la création de sa Suite Argentine, la Presse Latine, à Paris, lui offre un Laurier d'Or.
Le 24 janvier 1935, elle danse à la Maison-Blanche. Elle paraît ensuite à Madrid, au Théâtre Espagnol, au profit d'un vieux chanteur espagnol, Femando de Riana, pour l'aider à vendre son livre Arte y Artistos flamencos. Le 12 décembre, elle danse à l'Academy of Music de New York, dans un programme des All Star Concert Series.
En 1936, après celles d'André Levinson et de Guy de Pourtalès, elle vient illustrer la conférence de Paul Valéry, à l'Université des Annales, le 5 mars 1936. En mai 1936, elle rencontre le danseur indien Uday Shankar. Les 19, 22, 24 et 26 juin, elle danse à l'Opéra de Paris dans L'Amour Sorcier. Au cours du spectacle, elle se sent mal et prend des pilules pour le cœur. 
Le lendemain 27 juin, elle fait une conférence, en français, sur le langage des lignes. Le 18 juillet 1936, elle assiste, à Saint-Sébastien (Pays basque espagnol), à une fête folklorique, donnée en son honneur par le R. P. Donostia. Le Père Donostia était un savant musicien, compositeur du Pays basque. Argentina l'avait appelé à Bayonne pour qu'il lui apprenne des vieux chants du folklore basque, sur lesquels elle voulait danser. 

Elle revient dans sa villa de Bayonne, pour un repos inhabituel de quelques jours. Elle meurt d'une crise cardiaque, le 18 juillet 1936, à quarante-cinq ans. Les journaux annoncent la perte de celle qu'ils considéraient comme la Pavlova du Flamenco.

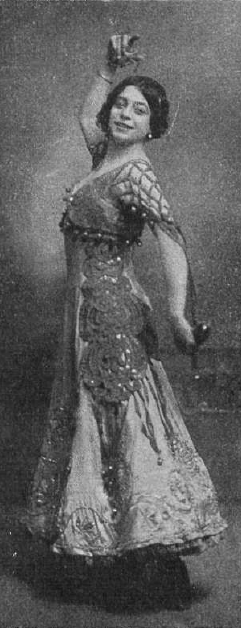
La danse est sa vocation.

## Distinctions
- 1930 : elle est décorée de l'Ordre de la Légion d'honneur[1] à Paris.
- 1932 : à l'issue d'un récital à Madrid, elle est décorée du lacet de l'Ordre d'Isabelle la Catholique[1].
- 1933 : le bey de Tunis, Ahmed Pacha, la décore de l'Ordre de Nichan Iftikhar.

## Principales créations de La Argentina
Toutes ces créations sont d'inspiration ibérique.

### Danses de concert

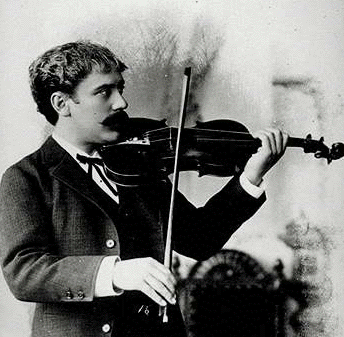
Pablo de Sarasate.

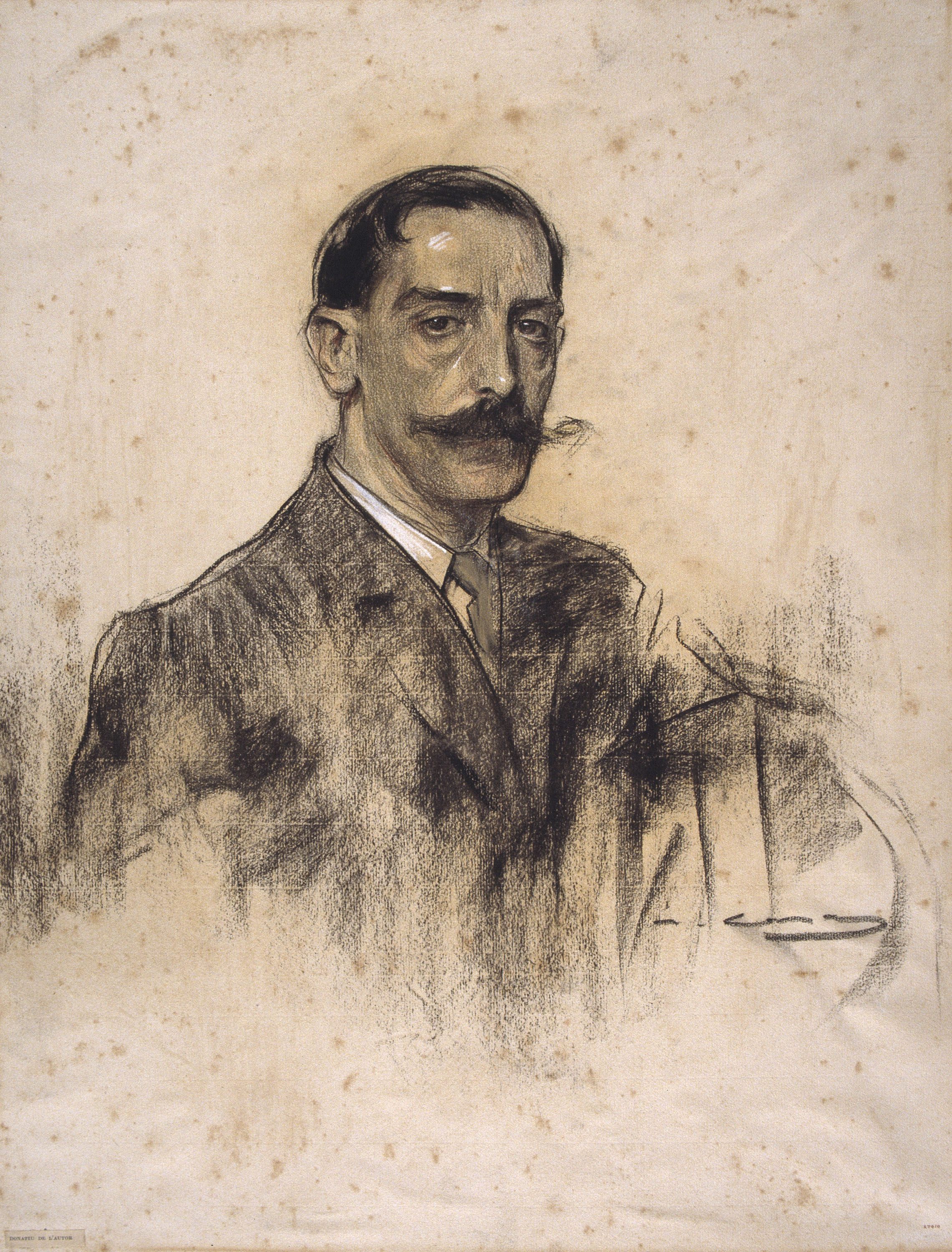
Joaquim Malats.

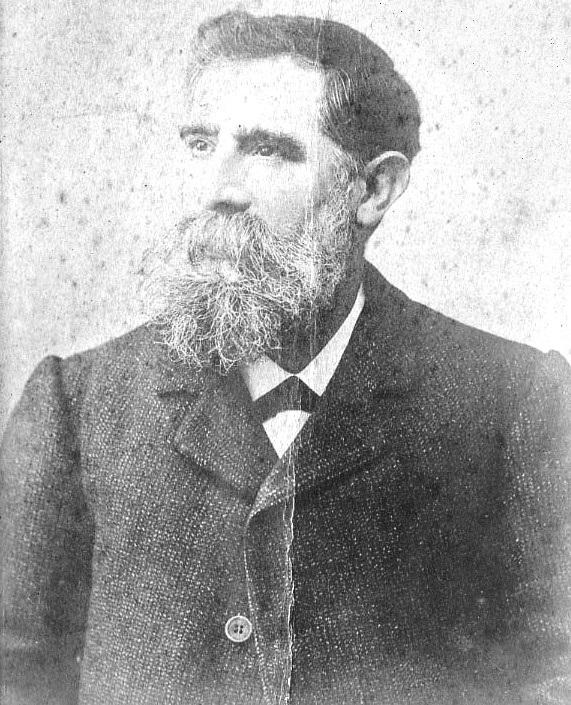
Tomás Bretón.

- 1912 : El Garrotin, sur une musique populaire ; La Corrida, musique de Valverde (extraite des chorégraphies faites en 1910 pour l'opérette l’Amour en Espagne) ; Tango andalou, musique de Ballesteros.
- 1916 : Danse des Yeux Verts, musique de Granados dédiée par le compositeur.
- 1916-1921 : Habanera, musique de Pablo de Sarasate ; Cordoba, musique d'Albéniz ; Danza V, musique de Granados.
- 1921 : Sevilla, musique d'Albeniz ; Serenata, musique de Joaquim Malats ; Sérénade andalouse, musique de C. Rëcker.
- 1925 : Danse du feu, musique de Manuel de Falla ; Andalouse sentimentale, musique de Joaquín Turina ; Boléro classique, musique de Sebastián Iradier ; Bohémienne, sur une musique populaire ; Seguidilla (sans musique).
- 1926 : Mexicaine, sur une musique populaire ; Ciel de cuba, sur une musique populaire.
- 1927 : Valencia, musique de C.Riicker ; Chacone, musique d'Albéniz.
- 1928 : Serenata andaluza, musique de Manuel de Falla ; Jota valenciana, musique de Granados ; Danse Gitane, musique d'Infante ; Lagerterana, musique de Guerrero.
- 1929 : La vie brève, musique de de Falla ; Carinosa, musique populaire des Philippines ; Jota aragonesa, musique de de Falla.
- 1930 : Goyescas, musique de Granados ; Danse ibérienne, musique de Joaquin Nin dédiée par le compositeur ; Danse de la meunière, musique de de Falla.
- 1932 : Almeria, musique d'Albeniz ; La Romeria de los Cornudos, musique de Pittaluga (danse du châle - danse de Grenade) ; Puerta de tierra, musique d'Albeniz ; Danse du meunier, musique de De Falla ; Légende, musique d'Albeniz ; Charrada, musique populaire de Salamanque ; Malaguena, musique d'Albeniz ; Castilla, musique d'Albeniz, "Madrid 1800" ; Cuba, musique d'Albeniz ; Alegrias, musique de Ballesteros.
- 1933 : Zapateado, musique de Granados ; Tientos, musique d'Infante.
- 1934 : Sacro-Monte, musique de Turina ; Esquisse Gitane, musique d'Infante ; Ecos de Parranda, musique de Granados (la Chula), « Madrid 1890 ».
- 1935 : Fandango, musique de Turina ; La Fregona, musique de Vives ; Suite argentine, sur une musique populaire (Condicion Bailecito - Zamba) ; Suite andalouse, sur une musique populaire (Sevillanas Peteneras - Bulerias).
- 1936 : Polo gitano, musique de Tomás Bretón ; La Firmeza, sur une musique populaire argentine, qui sera la dernière danse de la Suite Argentine.

### Ballets
- 1925 : L’Amour sorcier, musique de Manuel de Falla.
- 1927 : El Fandango de Candil, musique de Duran : en toilette vieux rose aux volants cubistes découpés en festons, Argentina reflète tour à tour l'astuce féminine, le dépit amoureux, la tendresse...
- 1927 : Au cœur de Séville, cuadro flamenco sur une musique populaire.
- 1928 : Sonatine, musique d'Ernesto Halffter : mélange de Vieille France et de Castille, ce ballet fait revivre les anciens ballets de cour espagnols. On voit Argentina insinuer, avec une discrétion ravissante, l'entrée de la bergère qu'elle glisse et tourne sans avoir l'air d'y toucher.
- 1928 : Le Contrebandier, musique d'Óscar Esplá, où l'on voit la future impératrice Eugénie rencontrer Prosper Mérimée et où la comtesse de Teba sauve un contrebandier poursuivi par deux gendarmes d'opérette.
- 1928 : Juerga, musique de Julián Bautista, scènes de la vie populaire à Madrid vers 1885. Au retour de certaines fêtes populaires, les jeunes gens de bonne famille en quête de plaisirs se mêlent aux gens du peuple et tous se laissent aller à leur verve débridée : tumulte, danses, va-et-vient pittoresque...
- 1929 : Triana, musique d'Albeniz : querelles d'amoureux lors de la Fête-Dieu à Séville.

### Discographie
- 1931 : Coleccion de Canciones populares españolas, Federico Garcia Lorca, piano, La Argentina, chant.

## Témoignages

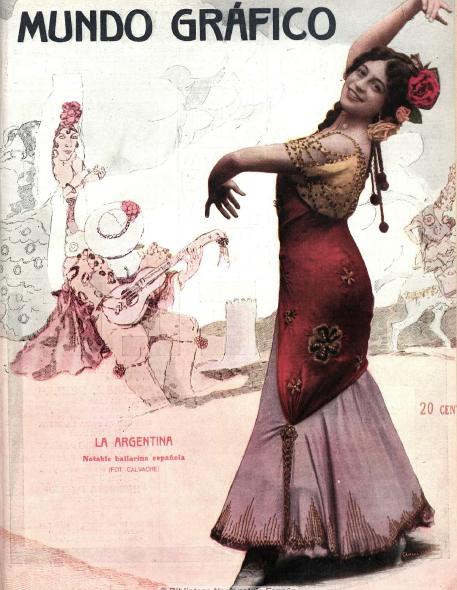
La Argentina dans le magazine Mundo Gráfico.

André Levinson, célèbre critique de danse, écrit à propos du flamenco et de La Argentina :

« Cette renaissance inespérée d’un art, dont la puissance créatrice semblait épuisée, est due avant tout au singulier génie d’une danseuse, la Argentina, qui, à elle seule, a résumé et régénéré un genre si longtemps ravalé et falsifié par les gitanes de music-hall fabriquées en série à Séville. Son indescriptible succès a déclenché toute une offensive de la danse espagnole-le plus ancien et le plus noble des exotismes européens. Quel est donc le miracle accompli par cette danseuse de boléro et d’allégros ? Celui d’avoir bravé la barbarie moderne et fait prévaloir le sens de la qualité. Son ascension vers la gloire a été lente et difficile, car son art délicat et intense, se jouant en des nuances tenues, était un constant défi à l’époque. Dans un genre limité à des formules peu nombreuses, supporté mais aussi entravé par la tradition populaire. Argentina atteint à une plénitude et à une variété incroyables. L’intelligence, chez elle, transfigure cette écriture de lignes courbes, ellipses et spirales : entrelacs d’or qui sont à la base de tout “baile” ibérique de l’Orient. Une fois de plus, elle a reconquis l’Andalousie sur les Arabes. C’est en ce signe qu’elle a vaincu. On a voulu, d’abord, contester l’authenticité de cet art fait de science et d’inspiration. C’est que, comme chaque artiste véritablement créateur, elle transposait les données du folklore espagnol, ces danses du terroir qui sont un “balbutiement de l’instinct primitif”, et les asservissait un style. De cette danse, elle a reconnu la double nature qui nous enchante, car elle satisfait, à la fois, l’esprit et les sens. Ce frénétique jaillissement, cette ardeur animale qui transporte le danseur populaire trépignant et se tordant sur la place de Ronda, elle les asservit à une forme, les inscrits en des mouvements d’une pure et hautaine élégance, les plie à la perfection. Grâce à elle, la danse espagnole de théâtre traverse une nouvelle étape et s’élève à un niveau jamais atteint de “sublimation”. »

— André Levinson, La Danse d'aujourd'hui, 1928.

« Rares sont les artistes élus par la destinée et par leur vocation pour incarner, à une époque donnée, les caractères distinctifs de leur race et sa conception de la beauté, et cela d'une façon si complète et si significative que leur nom suffit à désigner toute une manière d'être et que le récit de leur existence devienne une page d'histoire »

— André Levinson, La Argentina, Paris, Éd. des Chroniques du Jour, 1928.

À la fin d'une conférence prononcée à l'Université des Annales en 1936, Paul Valéry salue l'art de La Argentina, à qui il va céder la place sur scène :
« Je vous livre à présent, fatigués de parole, mais d'autant plus avides d'enchantements sensibles et de plaisir sans peine, je vous livre à l'art même, à la flamme, à l'ardente et subtile action de Mme Argentina. Vous savez quels prodiges de compréhension et d'invention cette grande artiste a créés, ce qu'elle a fait de la danse espagnole. Quant à moi, qui ne vous ai parlé, et bien surabondamment, que de la Danse abstraite, je ne puis vous dire combien j'admire le travail d'intelligence qu'a accompli Argentina quand elle a repris, dans un style parfaitement noble et profondément étudié, un type de danse populaire qu'il arrivait qu'on encanaillait facilement naguère, et surtout hors d'Espagne. Je pense qu'elle a obtenu ce magnifique résultat, puisqu'il s'agissait de sauver une forme d'art et d'en régénérer la noblesse et la puissance légitime, par une analyse infiniment déliée des ressources de ce type d'art, et des siennes propres. Voilà qui me touche et qui m'intéresse passionnément. Je suis celui qui n'oppose jamais, qui ne sait pas opposer, l'intelligence à la sensibilité, la conscience réfléchie à ses données immédiates, et je salue Argentina en homme qui est exactement content d'elle comme il voudrait bien être content de soi. »
Son charisme inspire en 1977 à Kazuo Ōno un Hommage à Argentina qui reçut au Japon le prix décerné par le Dance Critics' Circle Award.